# Anse-d'Hainault (arrondissement)
Anse-d'Hainault (Haïtiaans-Creools: Ansdeno) is een arrondissement van het Haïtiaanse departement Grand'Anse, met 99.000 inwoners. De postcodes van dit arrondissement beginnen met het getal 72.
Het arrondissement Anse-d'Hainault bestaat uit de volgende gemeenten:
- Anse-d'Hainault (hoofdplaats van het arrondissement)
- Dame-Marie
- Les Irois